# Edgar Duvivier (Bildhauer, 1955)
Edgar Duvivier (* 27. März 1955 in Rio de Janeiro) ist ein brasilianischer Bildhauer, Maler und Illustrator sowie Saxophonist, Klarinettist und Komponist.

## Leben
Nach einem abgeschlossenen Jura-Studium an der Universität Cândido Mendes in Rio de Janeiro und dem Beginn einer Tätigkeit als Rechtsanwalt ging Duvivier im Alter von 23 Jahren in die Vereinigten Staaten. Inspiriert vom Gospel in Kirchen schwarzer Viertel in Boston profilierte er sich im Saxophonspiel. Am Berklee College of Music studierte er. 1983/1984 kehrte er nach Brasilien zurück. Dort widmete er sich der Komposition von Soundtracks für Film, Fernsehen und Theater. Für Musik zum Film Stelinha von Miguel Faria Jr. erhielt er 1990 auf dem Filmfestival von Gramado den Kikito. In den 1990er Jahren komponierte er Soundtracks für die TV-Sendungen Globo Ecologia und Globo Ciência und veröffentlichte drei Alben mit Instrumentalmusik: O Som da Terra (1992), Sopro do Norte (1996) und Sax Brasileiro (1998).
Als Nachfolger seines Vaters Edgar Duvivier (1916–2001) wurde er außerdem als Bildhauer tätig. Darüber hinaus wirkte er als Maler und Illustrator. Eines seiner drei Kinder ist der Schauspieler Gregório Duvivier (* 1986).

## Werke als Bildhauer (Auswahl)

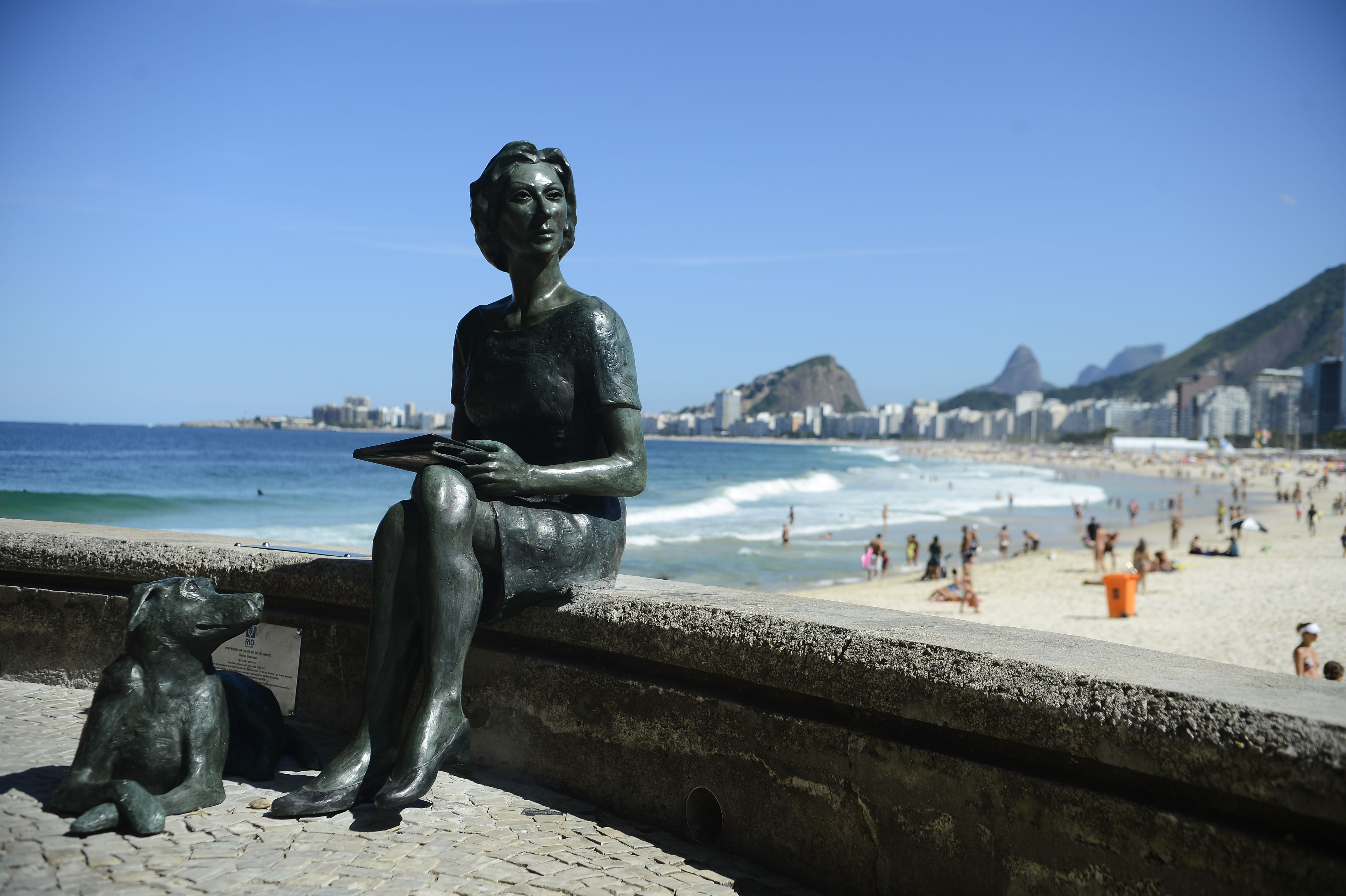
Bronze-Sitzbild der Schriftstellerin Clarice Lispector und ihres Hundes Ulisses an der Mureta do Leme, Rio de Janeiro

- 2003: Standbild von Isabella von Brasilien (Princesa Isabel) an der Avenida Princesa Isabel, Copacabana/Leme, Rio de Janeiro[2]
- 2016: Sitzbild von Clarice Lispector und ihrem Hund Ulisses auf der Mureta do Leme, Rio de Janeiro[3]
- 2017: Figur von Marcel Proust im Garten der Villa du Temps retrouvé, Cabourg, Frankreich